# コーリン鉛筆
コーリン鉛筆株式会社（コーリンえんぴつ、COLLEEN PENCIL CO.,LTD.）は、かつて東京都葛飾区東新小岩に本社を置いた文房具メーカー。

## 概要
1916年に東京都千代田区東神田で創業。
日本の鉛筆メーカーとしてかつては三菱鉛筆・トンボ鉛筆に次ぐ業界3位のシェアを有し、特に色鉛筆などのアートワーク系製品に強みを持っていた。しかし市場縮小期に過剰投資を行ったことなどが引き金となり、1997年に倒産した。
海外法人として、タイ王国・サムットプラーカーン県バーンサオトン郡にコーリン鉛筆タイランド社（COLLEEN PENCIL (THAILAND) CO.,LTD.、タイ語: บริษัท คอลลีน เพนซิล (ประเทศไทย) จำกัด）がある。同社は日本・タイ・台湾の合弁で設立されたが、日本本社の倒産後、日本人社員の指導のもとタイ資本100%で事業を継続し、旧コーリン鉛筆の商標権も同社へ移行した。
2007年、色鉛筆ブランドの復興のため、興伸色鉛筆芯（東京都墨田区）の技術協力などを得て、タイに色芯専門生産拠点を開設、2009年9月17日、東京都墨田区に新会社コーリン色鉛筆を設立。日本国内で再び「コーリン」ブランドの文房具が販売されるようになった。2011年時点ではタイでのシェアは約半数に上る。

## 沿革
- 1916年（大正5年） : 赤木廣八商店として東京市神田区（現・東京都千代田区）東神田で創業
- 1929年（昭和4年） : 東京田端の鉛筆製造工場を取得
- 1932年（昭和7年） : 工場を東京市足立区（現・東京都足立区）に移転
- 1945年（昭和20年） : 東神田の社屋が戦災により焼失
- 1947年（昭和22年） : コーリン鉛筆株式会社に改称
- 1982年（昭和57年） : 本社を東京都葛飾区に、工場を茨城県水海道市（現・常総市）に移転、CI変更。“三角顔”のブランドマークが右向きから左向きに変わる（旧ブランドマークの商標は維持）
- 1991年（平成3年） : タイ王国に鉛筆生産拠点としてコーリン鉛筆タイランド（Colleen Pencil (Thailand) Co.,Ltd.）を設立
- 1997年（平成9年） : 日本本社倒産。負債総額は約70億円。タイ法人はタイ資本100%へ移行し存続する
- 2007年（平成19年） : タイに色鉛筆芯生産拠点が開設
- 2009年（平成21年） : 東京都墨田区に株式会社コーリン色鉛筆が設立

## 主な製品

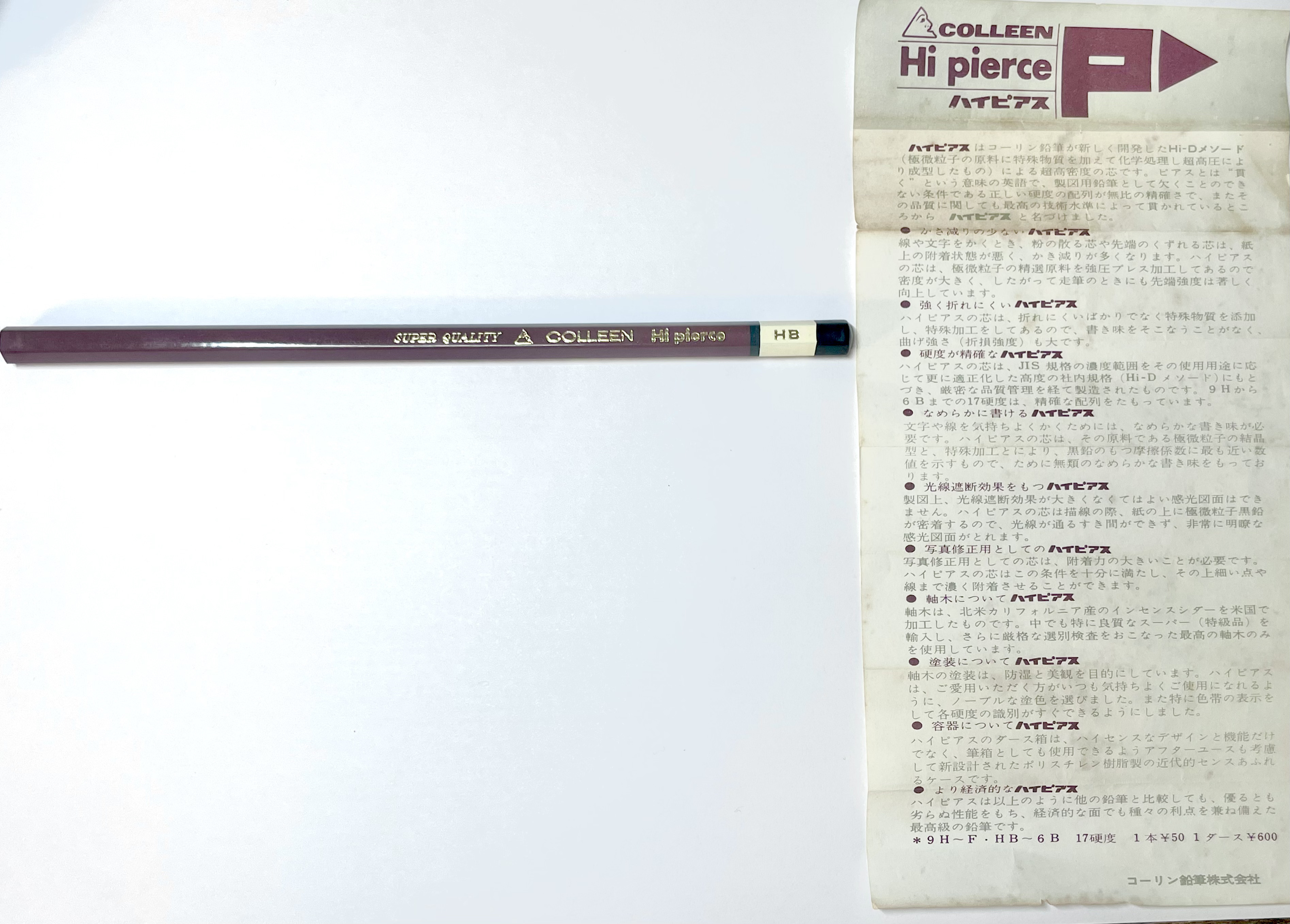
ハイピアスとその説明書

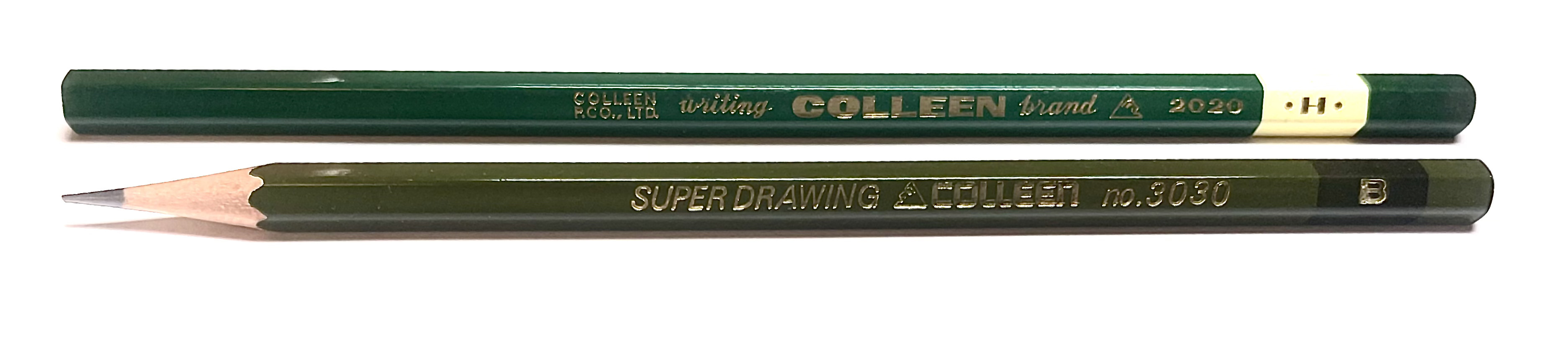
No.2020とNo.3030

### 鉛筆
- ハイピアス（Hi pierce）No.5050 - 1967年（昭和42年）発売の高級鉛筆。硬度によって硬度表記の部分の色が異なる。2009年に復刻版が発売。廉価版の頭付けの部分を省略した「ピアス（pierce）No.3030 」も存在する。
- コア（CORE）シリーズ - 1970年代中期から発売。ハイピアスの後継商品的な位置付けとされる。基本形である「コア no.5550」には、発売当初はおまけとして鴎のデザインの「バランスジャック」が付録として同梱されていた。初期は軸の色が青色だったが後に赤色に変更される。シリーズには他に「コア no.5050」「コアG」「コア70 no.7070」などが存在する。コーリン倒産時まで発売。
- No.9900 - 三菱の「No.9800」、トンボの「No.8900」等に相当する標準グレードの鉛筆。コーリン倒産時まで発売。
- No.3030 - No.9900と同様の事務用鉛筆。No.3030はNo.2020に頭付けしたようなデザイン。コーリン倒産時まで発売。
- No.2020 - No.3030の廉価版、またはNo.3030とは違う別の色の軸を採用したモデルもある。
- No.710 - 消しゴム付きの六角形軸鉛筆。コーリン倒産時まで発売。
- No.700 - 図画用の丸軸鉛筆。コーリン倒産時まで発売。
- No.519 - 試験用鉛筆として昭和20年代に発売されていた。硬度はH。
- No.686 - 昭和30年代に発売されていた鉛筆。暗い赤色の軸。

### シャープペンシル
- ジブ（JIB）シャープ - 1972年（昭和47年）発売のシャープペンシル。中〜上級品をラインナップの中心とした。多種多様のラインナップで、大別するとダブルノック式とシングルノック式に別れる。
- マイシャープ - JIBシャープの一つ前のモデルとして発売されており、シングルノック式のみ生産されていた。樹脂グリップの一部を軸のデザインとして取り入れたモデルと、フルメタルモデルが発売されていた。定価は500円である。

### シャープ芯
- 0.5シャープ芯 GOLD - 1972年（昭和47年）発売。一般的な0.5mm径シャープペンシルの替芯に、金色の特殊コーティングを施したもの。初期のものは30本入200円であるが、後期のものは40本入り200円に変更された。なお、蓋が色付きのものや抗菌モデルも発売されており、廃業間際まで生産されていた。
- BLAXシリーズ - シリーズ展開しておりBLAX、NEWBLAX、LONGBLAXの3種類がある。
- ニュータッチ芯 - 1970年頃発売。特殊な形の蓋を有し、それを回すことによりシャープ芯を取り出せる構造となっている。

### 色鉛筆
- マイルデックス（MILDEX）No.3000-SD - 廃業直前の1990年代に発売された高級色鉛筆。
- 色鉛筆 No.770 - 色鉛筆の代表製品。12色の組合せ品は紙ケース入りで販売された。発売時期によりスーパーカーや世界自然保護基金（WWF）協賛など、様々なケースデザインが施されていた。2008年に復刻版が発売。

この他、鉛筆削り器なども製造していた。
また、コーリン・チャップマンが率いたイギリスのスポーツカーメーカーのロータスやチーム・ロータス（初代）のライセンス供与を受けた鉛筆や鉛筆削り器などを販売していた事もある。